# Vijalpor
Vijalpor är en stad i den indiska delstaten Gujarat, och tillhör distriktet Navsari. Den är en förort till Navsari, och folkmängden uppgick till 81 245 invånare vid folkräkningen 2011.